# Шеліга (Підкарпатське воєводство)
Шеліга (пол. Szeliga) — село в Польщі, у гміні Гарасюки Ніжанського повіту Підкарпатського воєводства.
Населення — 96 осіб (2011).
У 1975-1998 роках село належало до Тарнобжезького воєводства.

## Демографія
Демографічна структура станом на 31 березня 2011 року:
|          | Загалом | Допрацездатний вік | Працездатний вік | Постпрацездатний вік |
| -------- | ------- | ------------------ | ---------------- | -------------------- |
| Чоловіки | 49      | 9                  | 25               | 15                   |
| Жінки    | 47      | 9                  | 17               | 21                   |
| Разом    | 96      | 18                 | 42               | 36                   |